# Свиблова башня
Сви́блова ба́шня — одна из башен Коломенского кремля, не дошедших до наших дней.
Башня располагалась на северо-восточном углу кремля на высоком берегу реки Москвы около Плашкоутного (понтонного) моста. Имела круглую форму и венчалась короной-машикулей.